# Franz Noch
Franz Noch (* 3. Februar 1886 in Brust bei Subkau; † 2. Dezember 1961 in Bremen) war ein deutscher Polizeidirektor und Politiker (SPD).

## Biografie

### Familie, Ausbildung und Beruf
Noch war der Sohn eines Arbeiters. Er besuchte von 1892 bis 1900 die Volksschule in Brust und in Dirschau. Von 1908 bis 1911 absolvierte er eine Lehre als Former. Von 1914 bis 1918 war er Soldat im Ersten Weltkrieg. Er trat danach in den Polizeidienst (mittlerer Dienst) ein. Von 1924 bis 1933 war er als Polizeimeister Vorsitzender des Landesverbandes der bremischen Polizeibeamten. Als Polizeibeamter wurde er 1933 von den Nationalsozialisten entlassen.
Nach dem Zweiten Weltkrieg kehrte er in den Polizeidienst zurück. Bereits ab Mai 1945 war er bis 1951 zunächst Revieroberleutnant, Revierhauptmann und Hauptmann der Schutzpolizei sowie seit Dezember 1945 Polizeidirektor und Leiter der Schutzpolizei und seit November 1947 Chef der gesamten Bremer Polizei. Im April 1949 wurde er zum Leitenden Polizeidirektor befördert. Sein Nachfolger wurde 1951 Erich von Bock und Polach mit der neuen Amtsbezeichnung Polizeipräsident.

### Politik
Noch wurde Mitglied der Gewerkschaft und 1920 der SPD.
Nach dem Ersten Weltkrieg war er von 1927 bis 1933 Mitglied der Bremischen Bürgerschaft. Er war führendes Mitglied im Reichsbanner Schwarz-Rot-Gold von Bremen, ein von den Sozialdemokraten dominiertes Bündnis in der Weimarer Republik.
In der Zeit des Nationalsozialismus war er 1933 und 1944 zeitweise in einem Konzentrationslager (KZ Mißler und KZ Farge) in Haft.